# Vítor Bruno Rodrigues Gonçalves
Vítor Bruno Rodrigues Gonçalves (sinh ngày 29 tháng 3 năm 1992 ở São Bartolomeu de Messines, Silves, Algarve) là một cầu thủ bóng đá người Bồ Đào Nha thi đấu cho C.D. Nacional ở vị trí tiền vệ.